# Shakey Graves
Shakey Graves (né Alejandro Rose-Garcia, le 4 juin 1987) est un musicien, auteur-compositeur-interprète américain d'americana, originaire d'Austin, Texas, États-Unis.
Sa musique se rapproche du blues, du folk et du rock and roll. Chantant dans de nombreux festivals, il prend son pseudo en 2007, après une nuit à plaisanter autour d'un feu de camp avec un ami.
Shakey Graves est connu pour ses prestations en homme-orchestre. Son premier album est joué quasi entièrement seul. Ce n'est pas le cas pour les albums suivants, où s'ajoutent des musiciens comme Chris Boosahda, Esmé Patterson et Patrick O'Connor. Il apparait à la télévision dans des émissions comme le Late Show with David Letterman ou Late Night with Seth Meyers,.
En septembre 2015, Shakey Graves gagne le prix de l'artiste émergent le Best Emerging Artist Award aux Americana Music Awards de cette même année.
Le 9 février 2012, le maire de la ville d'Austin, Lee Leffingwell, a proclamé un "Jour Shakey Graves". Il participe à des concerts locaux et offre des albums à la vente en prix libre. Un album inédit n'est disponible que pendant quelques jours, à cette occasion.

## Discographie
- 2011 : Roll the Bones
- 2012 : Donor Blues
- 2014 : And the War Came
- 2015 : Nobody's Fool
- 2018 : Can't Wake Up